# Hohenselchow-Groß Pinnow
Hohenselchow-Groß Pinnow is een gemeente in de Duitse deelstaat Brandenburg, en maakt deel uit van de Landkreis Uckermark. Met vier andere gemeenten maakt de gemeente deel uit van het Amt Gartz (Oder).
Hohenselchow-Groß Pinnow telt 738 inwoners.